# Forensisch psychiatrisch centrum
Een forensisch psychiatrisch centrum, (FPC), in de volksmond beter bekend als tbs-kliniek is een kliniek waar mensen worden opgenomen die veroordeeld zijn tot tbs met dwangverpleging.

## FPC's in Nederland
In Nederland bestaan er momenteel zeven FPC's, waaronder Veldzicht met de bijzondere status van CTP. In tegenstelling tot de meeste instellingen in de geestelijke gezondheidszorg vallen de tbs-klinieken niet onder het Ministerie van Volksgezondheid, Welzijn en Sport, maar onder het Ministerie van Justitie en Veiligheid, Dienst Justitiële Inrichtingen. De Oostvaarderskliniek en Veldzicht zijn rijksinstellingen, de overige FPC's zijn particuliere instellingen met Justitie als exclusieve contractant. FPC's dienen te voldoen aan het door het ministerie bepaalde veiligheidsniveau 4.

### Lijst van FPC's in Nederland
- FPC De Kijvelanden, Poortugaal.
- FPC De Rooyse Wissel, Oostrum, gemeente Venray.
- FPC Dr. S. van Mesdag, Groningen.
- FPC Oostvaarderskliniek, Almere.
- FPC Pompestichting, Nijmegen, Zeeland (Noord-Brabant) en Vught.
- FPC Van der Hoeven Kliniek, Utrecht en Amersfoort.
- CTP Veldzicht, Balkbrug.

#### Naamsverwarring tbs-kliniek
In het dagelijks gebruik worden forensisch psychiatrische klinieken ook wel tbs-kliniek genoemd, maar ze zijn dat formeel niet. Deze klinieken hebben een lager veiligheidsniveau en mogen geen patiënten opnemen met tbs met dwangverpleging indien deze patiënten niet beschikken over een aanvullende verlofstatus.

### Voormalige FPC's
In 2013 is door de Nederlandse regering op basis van teruglopende veroordelingen tot tbs met dwangverpleging en in het kader van bezuinigingen besloten tot het sluiten van een drietal FPC's:
- FPC 2Landen, Utrecht, bestond uitsluitend uit tijdelijke capaciteit.
- FPC Oldenkotte, Rekken, gesloten per 1 januari 2015.
- FPC Veldzicht, zou aanvankelijk ook sluiten, maar is omgevormd tot transcultureel psychiatrisch centrum.

#### Centrum voor Transculturele Psychiatrie Veldzicht
Centrum voor Transculturele Psychiatrie Veldzicht in het Overijsselse Balkbrug is een rijkskliniek en zou aanvankelijk ook sluiten in 2015 (aangekondigd in mei 2013). Na acties kwam de Nederlandse regering terug op dit besluit. Om tegemoet te komen aan een maatschappelijke behoefte werd besloten dat Veldzicht van een reguliere FPC omgevormd zou worden tot een centrum dat psychiatrische hulp zou gaan bieden aan patiënten met een niet-Nederlandse nationaliteit. FPC Veldzicht werd om die reden per 1 januari 2016 Centrum voor Transculturele Psychiatrie Veldzicht. Kenmerkend voor deze kliniek is dat er zeer veel verschillende doelgroepen patiënten kunnen worden behandeld. Verschillend als het gaat om hun juridische status of zorgstatus. De kliniek kan patiënten opnemen met alle forensische maatregelen, ook civielrechtelijke en vrijwillige klinische opname is mogelijk. Het terrein voldeed oorspronkelijk volledig aan justitieel veiligheidsniveau 4, maar is inmiddels deels afgewaardeerd naar niveau 3.

### Pieter Baan Centrum
Het in de media vaak genoemde Pieter Baan Centrum (PBC) in Almere is geen tbs-kliniek, maar formeel een huis van bewaring van het Nederlands Instituut voor Forensische Psychiatrie en Psychologie (NIFP) waar men observatie en onderzoek doet.

## FPC in België
In België is eind 2014 het Forensisch Psychiatrisch Centrum in Gent geopend. Een centrum waar mensen worden behandeld die tot internering zijn veroordeeld. Dit centrum is min of meer naar Nederlands voorbeeld tot stand gekomen met expertise vanuit FPC De Kijvelanden.